# Räv Gestsson
Räv Gestsson (Refr Gestsson), även kallad Hovgårda-Räv (Hofgarða-Refr), var en isländsk furstelovskald verksam under 1000-talets första hälft. Enligt Skáldatal besjöng han de norska kungarna Olav den helige och Magnus den gode, liksom hövdingarna Hårek i Tjotta (Hárekr úr Þjóttu) och Einar fluga. Kvädet om kung Olav bör dock ha varit en arvdrapa (erfidrápa).

## Levnad
Räv föddes sannolikt kort efter år 1000. Hans far Gest tillhörde en ansedd ätt av hövdingar och godordsmän; de så kallade Hovgårdagodarna på västra Island. Modern var den från Njals saga kända skaldinnan Steinun Rävsdotter. I sin ungdom blev han uppfostrad av skalden Gissur svarte (”gullbråskald”), som han senare i en minnesdrapa kallar sin läromästare i skaldekonsten. Någon gång på 1030-talet for Räv till Norge där han en tid vistades i Magnus den godes hird. Därutöver är ingenting känt om hans liv och resor. I några handskrifter påstås att han skulle ha deltagit i Stiklastadsslaget, men detta är, enligt Finnur Jónsson, uppenbart fel. Kanske har skrivarna förväxlat honom med fosterfadern Gissur som stupade i detta slag.

## Verk
Av Rävs många dikter återstår i dag endast brottstycken, vilket – skriver Finnur Jónsson – är desto mera beklagligt som han uppenbart har tillhört sin tids allra största skalder. Tretton vishelmingar (halvstrofer) har bevarats i Skáldskaparmál och en i Háttatal. En fullstrof finns i Heimskringla och en kvartsstrof i Laufás-Edda. De flesta av dessa diktfragment är av så blandat innehåll att det är svårt att avgöra hur många olika dikter de kommer från.
Kväde om Gissur svarte (gullbråskald): Fullstrofen och två helmingar tycks vara hämtade från en arvdrapa om Rävs fosterfar Gissur. Drapan bör ha tillkommit strax efter år 1030, men sista helmingen är alhent (fullrimmad) och hör kanske inte till detta verk.
Kvæði um Þórstein. Fyra halvstrofer ur ett kväde om en man vid namn Torstein kan urskiljas. Vem denne Torstein var vet man inte, men Finnur Jónsson gissade att det kunde röra sig om Snorre godes son med detta namn. Han och Räv bör ha varit jämnåriga, de kom från samma trakt, och Rävs far och Snorre gode var nära vänner. I vilket fall som helst var Torstein tydligen en förnöjsam man. Räv säger om honom att han kan prisa sig lycklig som är nöjd med vad han har.
Ferðavísur. Fem halvstrofer som alla handlar om en sjöfärd tycks höra samman. Det är mycket vackra och stämningsfulla dikter hållna i presens, vilket skapar intryck av poetiska dagboksblad. Finnur Jónsson gissade att det rört sig om ”lösa vers” (lausavísur) författade under resans gång, vilka senare samlats till en cykel i likhet med Sighvat Tordssons Österfärdsvisor.
Två halvstrofer ur vad som tycks ha varit en dikt om furstegåvor har också bevarats, liksom ett par fragment ur obestämbara dikter. Däremot finns ingenting kvar av de i Skáldatal antydda kvädena om Olav den helige, Magnus den gode, Hårek i Tjotta och Einar fluga.
Rävs dödsår är okänt.